# FAF2
FAF2 (англ. Fas associated factor family member 2) – білок, який кодується однойменним геном, розташованим у людей на 5-й хромосомі. Довжина поліпептидного ланцюга білка становить 445 амінокислот, а молекулярна маса — 52 623.
| 10         |  | 20         |  | 30         |  | 40         |  | 50         |
| ---------- |  | ---------- |  | ---------- |  | ---------- |  | ---------- |
| MAAPEERDLT |  | QEQTEKLLQF |  | QDLTGIESMD |  | QCRHTLEQHN |  | WNIEAAVQDR |
| LNEQEGVPSV |  | FNPPPSRPLQ |  | VNTADHRIYS |  | YVVSRPQPRG |  | LLGWGYYLIM |
| LPFRFTYYTI |  | LDIFRFALRF |  | IRPDPRSRVT |  | DPVGDIVSFM |  | HSFEEKYGRA |
| HPVFYQGTYS |  | QALNDAKREL |  | RFLLVYLHGD |  | DHQDSDEFCR |  | NTLCAPEVIS |
| LINTRMLFWA |  | CSTNKPEGYR |  | VSQALRENTY |  | PFLAMIMLKD |  | RRMTVVGRLE |
| GLIQPDDLIN |  | QLTFIMDANQ |  | TYLVSERLER |  | EERNQTQVLR |  | QQQDEAYLAS |
| LRADQEKERK |  | KREERERKRR |  | KEEEVQQQKL |  | AEERRRQNLQ |  | EEKERKLECL |
| PPEPSPDDPE |  | SVKIIFKLPN |  | DSRVERRFHF |  | SQSLTVIHDF |  | LFSLKESPEK |
| FQIEANFPRR |  | VLPCIPSEEW |  | PNPPTLQEAG |  | LSHTEVLFVQ |  | DLTDE      |

A: Аланін

C: Цистеїн

D: Аспарагінова кислота

E: Глутамінова кислота

F: Фенілаланін

G: Гліцин

H: Гістидин

I: Ізолейцин

K: Лізин

L: Лейцин

M: Метіонін

N: Аспарагін

P: Пролін

Q: Глутамін

R: Аргінін

S: Серин

T: Треонін

V: Валін

W: Триптофан

Задіяний у таких біологічних процесах, як відповідь на порушення конформації білку, ацетилювання. 
Локалізований у цитоплазмі, ендоплазматичному ретикулумі, ліпідних краплях.